# Čchen Šuej-pien
Čchen Šuej-pien (čínsky pchin-jinem Chén Shuǐbiǎn, znaky tradiční 陳水扁; * 12. října 1950 okres Tchaj-nan, Tchaj-wan) je bývalý tchajwanský právník a politik, v letech 2000–2008 prezident Čínské republiky. Předtím působil jako člen Legislativního jüanu (1989–1994) a starosta Tchaj-peje (1994–1998), v období 2002–2004 a krátce na přelomu let 2007 a 2008 byl předsedou Demokratické pokrokové strany. Politicky prosazoval formální nezávislost země na pevninské Číně. Po odchodu z politiky byl v roce 2009 odsouzen za korupci na doživotí, v roce 2015 byl předčasně propuštěn.

## Život

### Mládí a studia
Narodil se do velmi chudé zemědělské rodiny. Již v dětství projevil mimořádnou inteligenci; posléze získal jako nejlepší uchazeč v celostátních přijímacích zkouškách vysokoškolské stipendium a v roce 1969 začal studovat právo na Národní tchajwanské univerzitě. V roce 1974 promoval s nejvyšším vyznamenáním v oboru obchodního práva a získal titul LL.B.. Po založení soukromé praxe se zařadil k předním tchajwanským právníkům.
V roce 1976 se proti vůli její rodiny oženil s Wu Šu-čen, dcerou lékaře, s níž má dceru a syna.

### Vstup do politiky
Čchenův první kontakt s politikou se odehrál v roce 1980, kdy se účastnil obhajoby skupiny osmi demonstrantů, kteří během tzv. kaosiungského incidentu v předešlém roce protestovali proti vládnímu hnutí Kuomintang. Oba jeho klienti byli společně s ostatními spoluobviněnými shledáni vinnými, ale pro samotného Čchena tato zkušenost znamenala vstup do opozičního hnutí Tang-waj. V roce 1981 se poprvé ucházel o veřejnou funkci a získal místo v tchajpejské městské radě. V roce 1985 neúspěšně kandidoval na místo okresního správce v jeho rodném okresu Tchaj-nan. Jeho manželku však pouhé tři dny po volbách na povolebním shromáždění srazil a třikrát přejel dvoukolový traktor, v důsledku čehož zůstala od pasu dolů ochrnutá; sám Čchen to označil za pokus o vraždu a obecně se věřilo, že šlo o politicky motivovaný útok.
V roce 1986 strávil Čchen osm měsíců ve vězení za pomluvu jednoho z úředníků Kuomintangu. O rok později vstoupil do Demokratické pokrokové strany (DPP) a v roce 1989 se stal poslancem Legislativního jüanu, tchajwanského parlamentu. Tam působil až do roku 1994, kdy se stal starostou Tchaj-peje; ve funkci kromě jiného zlepšil fungování dopravy ve městě a razantně potlačil pouliční prostituci. Při opětovné kandidatuře v roce 1998 prohrál s kandidátem Kuomintangu Ma Jing-ťiouem.

### Prezidentství
V roce 2000 kandidoval za DPP na prezidenta Čínské republiky. V dynamické a do jisté míry populistické kampani zdůrazňoval význam tchajwanské národní identity, ale k otázce nezávislosti země na pevninské Číně se stavěl opatrně. Ve vypjatých volbách s velmi vyrovnanými předvolebními průzkumy těsně zvítězil nad Jamesem Sungem a ukončil tak více než padesátiletou vládu Kuomintangu v zemi; jednalo se o vůbec první demokratický přesun moci v obou Čínách. Politika nové Čchenovy administrativy byla nicméně opakovaně blokována tchajwanským parlamentem, který kontrolovala pan-modrá koalice pod vedením Kuomintangu. Velké politické kontroverze a ekonomické potíže vzbudilo například jeho rozhodnutí z října 2000 o ukončení výstavby z jedné třetiny dokončené jaderné elektrárny Lung-men; o rok později ale bylo rozhodnuto o pokračování projektu, což způsobilo všeobecný pokles Čchenovy popularity, včetně jeho domovské strany.
V roce 2002 se stal předsedou Demokratické pokrokové strany. Od tohoto období se postupně zhoršovaly vztahy s Čínou, protože Čchen s ní odmítl rozvíjet užší ekonomické vazby, navrátil se k rétorice podporující nezávislost Čínské republiky a v tomto smyslu učinil i řadu kroků: z veřejných budov například nechal odstranit portréty Čankajška a Ťiang Ťing-kua, odmítil se zavázat k politice jedné Číny a tchajwanské pasy začaly nést nové označení „Tchaj-wan“.
V prezidentských volbách v roce 2004 velmi těsně porazil kandidáta Kuomintangu Lien Čana (Čchen získal 50,1 % hlasů). Volby se konaly jenom den poté, co byl v Tchaj-nanu společně s viceprezidentkou Annette Lu postřelen. V prosinci 2004 rezignoval na funkci předsedy DPP. V roce 2005 navštívil jako první tchajwanský prezident Evropu, když se zúčastnil pohřbu papeže Jana Pavla II.; ve stejném roce byl zařazen do žebříčku Time 100. Čchen každoročně podával (neúspěšně) přihlášku Tchaj-wanu do OSN.
Jeho druhé volební období bylo poznamenáno řadou korupčních skandálů samotného Čchena, jeho spolupracovníků a rodinných příslušníků, díky čemuž jeho podpora v zemi klesla na naprosté minimum. Opakovaně odmítl rezignovat a postupně čelil vyšetřování, masovým protestům a několika návrhům na odvolání. V červnu 2006 byl nucen přenést mnoho svých pravomocí na premiéra a ústavně mu bylo zakázáno kandidovat na další funkční období. V říjnu 2007 opětovně stanul v čele DPP, ale v parlamentních volbách byla strana poražena Kuomintangem a Čchen z vedení strany odstoupil (v prezidentských volbách o dva měsíce později vyhrál rovněž kandidát Kuomintangu Ma Jing-ťiou).

### Po odchodu z politiky
Prakticky ihned po odchodu z úřadu prezidenta v květnu 2008 mu bylo omezeno cestování, v srpnu vystoupil z DPP a v listopadu 2008 byl zatčen. V březnu 2009 stanul společně s manželkou, synem, snachou a dalšími obžalovanými před soudem kvůli údajné zpronevěře 104 milionů tchajwanských dolarů a přijetí úplatků ve výši asi 12 milionů amerických dolarů. V září 2009 byl uznán vinným z několika ekonomických trestných činů a společně s manželkou odsouzen na doživotí. Po dlouhé sérii právních bitev byly některé Čchenovy tresty zrušeny a doživotí mu bylo (společně s manželkou) zmírněno na dvacetileté vězení. V roce 2011 byl nicméně za padělatelství a praní špinavých peněz odsouzen na dva roky a v dalším případě na osmnáctiletý trest.
Ve vězení trpěl řadou zdravotních potíží a v roce 2013 se pokusil o sebevraždu. V roce 2015 byl ze zdravotních důvodů na měsíc podmínečně propuštěn; tato doba byla posléze několikrát prodloužena.